# Gerf Hussein

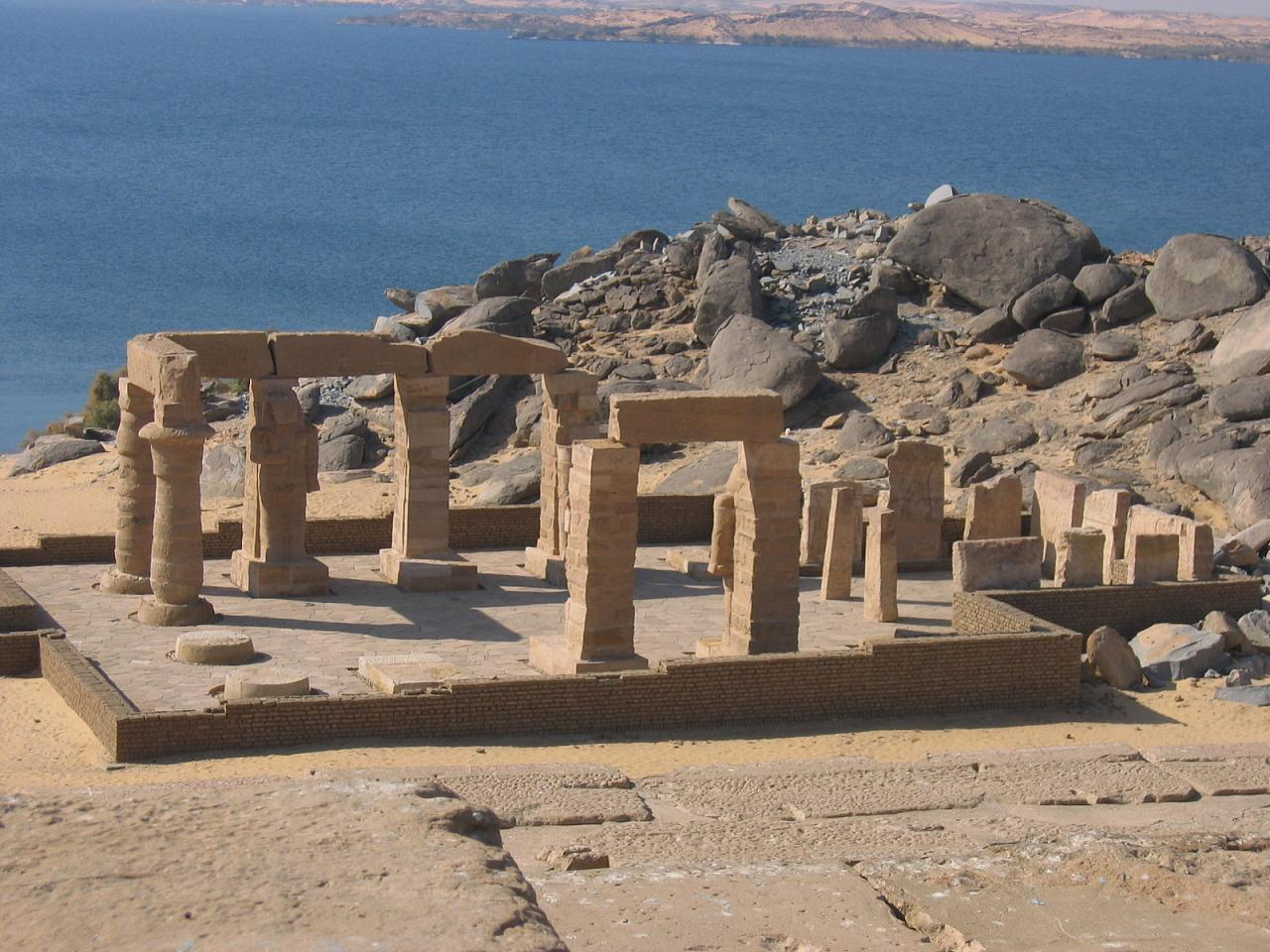
El patio exento del templo de Gerf Hussein

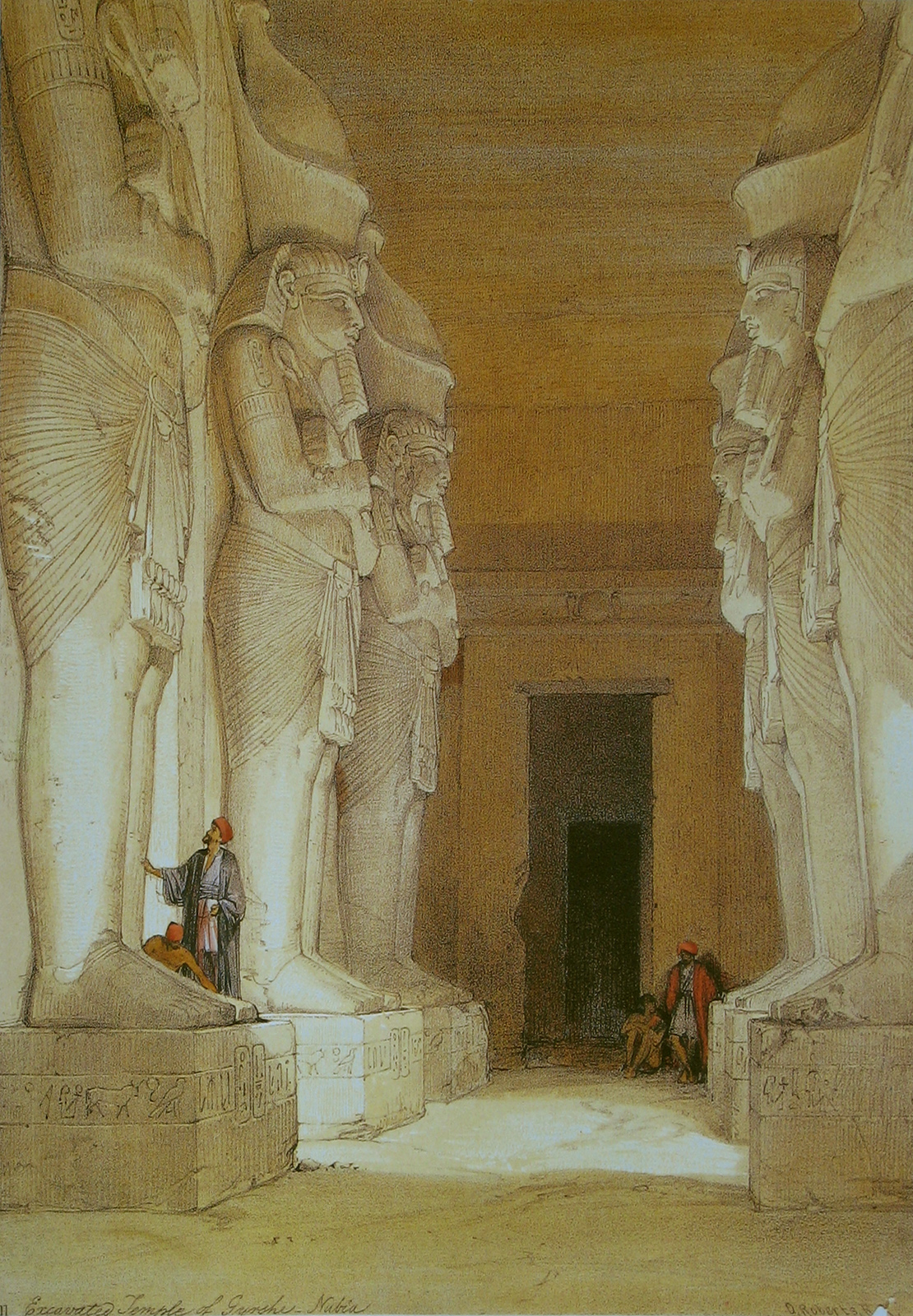
Pintura del interior del templo excavado en la roca de Gerf Hussein por David Roberts (1838)

El templo de Gerf Hussein era originalmente un templo, en parte exento y en parte excavado en la roca, del faraón Ramsés II, construido por el virrey de Nubia, Setau, a unos 90 km al sur de Asuán.  Estaba dedicado a "Ptah, Ptah-Tatenen y Hathor y asociado con Ramsés, 'el Dios Grande.'" Gerf Hussein era conocido como Per Ptah o la "Casa de Ptah".

## Descripción
Una avenida de esfinges con cabeza de carnero conducía desde el Nilo hasta el primer pilono, que, al igual que el patio de más allá, también es exento. El patio está rodeado por seis columnas y ocho pilares de estatua. La entrada a un peristilo "está decorada con colosales estatuas osiríacas". La parte trasera del edificio, de 43 m de profundidad, fue excavada en la roca y sigue la estructura de Abu Simbel con una sala con dos filas de tres pilares de estatua y, curiosamente, cuatro nichos de estatua, cada uno con tríadas divinas a lo largo de los lados.
Más allá de la sala se encuentra la sala de la mesa de ofrendas y la cámara de la barca sagrada con cuatro estatuas de culto de Ptah, Ramsés, Ptah-Tatenen y Hathor talladas en la roca. Durante la construcción del proyecto de la presa de Asuán en la década de 1960, se desmantelaron secciones de la parte independiente de este templo y ahora se han reubicado en el emplazamiento de Kalabsha. La mayor parte del templo excavado en la roca se dejó en su lugar y ahora está sumergido bajo las aguas del Nilo.